# Ukrajna közigazgatási beosztása
Ukrajna területe közigazgatási szempontból 24 területből (oblaszty), egy autonóm köztársaságból (Krím), illetve két önálló, a központi szerveknek közvetlenül alárendelt városból (Kijev és Szevasztopol) áll. A területek és a Krím járásokra, ezek pedig községekre (hromada) oszlanak.
A jelenlegi közigazgatási beosztás alapjai 1932-ben alakultak ki, amikor a szovjet fennhatóság alatt lévő részen létrehozták az első hét területi egységet az addigi 40 kerület helyett. Az ország közigazgatási beosztását Ukrajna alkotmánya IX. fejezetének 133. cikkelye határozza meg.

## Közigazgatási egységek
A fenti térkép számai után ábécé-sorrendben, valamint az egyes területek székhelyei.
| - (14) Cserkaszi terület – Черкаська область - (6) Csernyihivi terület – Чернігівська область - (20) Csernyivci terület – Чернівецька область - (16) Dnyipropetrovszki terület – Дніпропетровська область - (17) Donecki terület – Донецька область - (8) Harkivi terület – Харківська область - (24) Herszoni terület – Херсонська область - (12) Hmelnickiji terület – Хмельницька область - (19) Ivano-frankivszki terület – Івано-Франківська область - (18) Kárpátontúli terület (magyarul Kárpátalja) – Закарпатська область - (21) Kirovohradi terület – Кіровоградська область - (4) Kijev város – місто Київ - (5) Kijevi terület – Київська область - (26) Krími Autonóm Köztársaság – Автономна Республіка Крим (Qırım Muhtar Cumhuriyeti / Къырым Мухтар Джумхуриети) - (9) Luhanszki terület – Луганська область - (10) Lvivi terület – Львівська область - (23) Mikolajivi terület – Миколаївська область - (22) Odesszai terület – Одеська область - (15) Poltavai terület – Полтавська область - (2) Rivnei terület – Рівненська область - (27) Szevasztopol város – місто Севастополь - (7) Szumi terület – Сумська область - (11) Ternopili terület – Тернопільська область - (13) Vinnicjai terület – Вінницька область - (1) Volinyi terület – Волинська область - (25) Zaporizzsjai terület – Запорізька область - (3) Zsitomiri terület – Житомирська область | - Cserkaszi – Черкаси - Csernyihiv – Чернігів - Csernyivci – Чернівці - Dnyipro – Дніпро - Doneck – Донецьк - Harkiv – Харків - Herszon – Херсон - Hmelnickij – Хмельницький - Ivano-Frankivszk – Івано-Франківськ - Ungvár/Uzshorod – Ужгород - Kropivnickij – Кропивницький - Kijev – Київ - Szimferopol – Сімферополь Aqmescit / Акмесджит - Luhanszk – Луганськ - Lviv – Львів - Mikolajiv – Миколаїв - Odessza – Одеса - Poltava – Полтава - Rivne – Рівне - Szumi – Суми - Ternopil – Тернопіль - Vinnicja – Вінниця - Luck – Луцьк - Zaporizzsja – Запоріжжя - Zsitomir – Житомир |

## A Krím helyzete 2014 óta
Bővebben: Kelet-ukrajnai háború